# Elsa-Marianne von Rosen
La contessa Elsa-Marianne von Rosen (Stoccolma, 21 aprile 1924 – Copenaghen, 7 settembre 2014) è stata una danzatrice, coreografa e attrice svedese.

## Biografia

### Famiglia e formazione
Von Rosen nacque a Stoccolma. Era la figlia del conte Reinhold von Rosen, artista, e della sua prima moglie Elisabeth Österyd. Un anno dopo la sua nascita, la famiglia si trasferì ad Åkerö Manor, un castello sul lago nella Södermanland. Von Rosen ebbe un'iniziale istruzione casalinga da parte di una governante e in seguito frequentò una scuola parrocchiale. Nel 1934 lei e sua sorella si trasferirono nella casa dei nonni a Stoccolma per frequentare la scuola femminile di Anna Ahlström. Sua nonna pagò per lei lezioni di danza classica con Vera Alexandrova e con Otto Thoresen. Fu anche allieva di Franchil.
Nel 1950, von Rosen sposò il regista e critico danese Alan Fridericia (1921-1991).

### Carriera
Si sarebbe esibita in tutta la Scandinavia tra il 1939 e il 1970.
All'età di quattordici anni esordì sul palco al fianco del maestro Thorensen in Spectre de la rose. Fu la prima interprete dei balletti Fröken Julie (1950) e Medea (1951) di Birgit Cullberg. Divenne la prima ballerina del Kungliga Teater di Stoccolma, ruolo che ricoprì dal 1951 al 1959. Apparve in due episodi della serie televisiva Tales of Hans Anderson all'inizio degli anni Cinquanta del secolo. Insieme al marito fondò lo Scandinavisk Ballet nel 1960.
Fu direttrice del balletto del Stora Teatern di Göteborg tra il 1970 e il 1976, nonché del Malmöbaletten tra il 1980 e il 1987.  Diresse balletti anche al di fuori della Scandinavia, a Monaco, negli Stati Uniti, nel Regno Unito e in Russia. Negli anni 1980 fu impegnata come coreografa di balletti per diverse compagnie.

### Morte
Morì nel settembre 2014 a Copenaghen per cause naturali, all'età di 90 anni.

## Riconoscimenti
Nel 1984 ricevette la Medaglia reale al merito Litteris et Artibus.

## Filmografia
- Skanör-Falsterbo (1939)
- Kyss henne! (1940)
- Det sägs på stan (1941)
- Ung och kär (1950)
- Balettprogram (1954)
- Med glorian på sned (1957)
- Jazzgossen (1958)
- Fröken Julie (1959)
- Lorden från gränden (1967)
- The Only Way (1970)